# Sphaerocypraea incomparabilis
Sphaerocypraea incomparabilis is een slakkensoort uit de familie van de Ovulidae. De wetenschappelijke naam van de soort is voor het eerst geldig gepubliceerd in 1993 door Briano.